# Seychelles aux Jeux olympiques
Les Seychelles participent aux Jeux olympiques depuis 1980 et ont envoyé des athlètes à chaque Jeux depuis cette date sauf en 1988 car le pays soutient la Corée du Nord. Le pays n'a jamais participé aux Jeux d'hiver. 
Le pays n'a jamais remporté de médailles.
Le Comité national olympique des Seychelles a été créé en 1979 et a été reconnu par le Comité international olympique (CIO) la même année.